# 3C 295
3C 295 — радиогалактика в созвездии Волопаса . Расположена на красном смещении ~0,46, что соответствует расстоянию ~5 млрд св. лет от Земли. В 1960 году, во время открытия красного смещения у 3C 295, он считался самым далёким известным объектом.
В радиоастрономии 3C 295 используется как стандартный калибровочный источник, проявляя переменность спектральной плотности потока излучения менее 1%.

## Этимология
Название объекта «3C 295» состоит из двух значимых частей. Первая часть — «3C» — означает принадлежность объекта к Третьему Кембриджскому каталогу радиоисточников. Вторая часть — «295» — упорядоченный по прямому восхождению порядковый номер в каталоге.

## История

### Открытие
1959 год — Объект 3С 295 впервые обнаружен как радиоисточник в результате обзора неба в диапазоне частот 159 МГц с использованием Кембриджского интерферометра.

### Первые наблюдения
1960 год — радиоисточник 3С 295 отождествлён Рудольфом Минковским с оптическим объектом — яркой (mv = 17,8) эллиптической галактикой на z = 0,4614.